# Frits Nielsen
Frits Nielsen (* 23. April 1953 in Herning) ist ein ehemaliger dänischer Eishockeyspieler und -trainer.

## Karriere

### Als Spieler
Frits Nielsen startete seine Karriere bei seinem Heimatverein Herning IK, wo er zunächst in diversen Jugendmannschaften spielte und ab der Saison 1970/71 auch im Erstligateam eingesetzt wurde. Der Linksschütze steigerte dabei kontinuierlich seine Statistiken und feierte mit dem Verein dessen erste Meisterschaft in der Spielzeit 1972/73, zu der er 39 Scorerpunkte in 18 Spielen beisteuerte. 1975 wechselte Nielsen erstmals zu einem anderen Verein und schloss sich für ein Jahr Hernings Konkurrent AaB Ishockey an. Nach dem Gewinn der Vizemeisterschaft kehrte er aber direkt zum HIK zurück und feierte mit dem Team seinen zweiten Meistertitel in der Spielzeit 1976/77, in der er – wie auch im Folgejahr – Topscorer der Eliteserien wurde. Nach zwei weiteren Jahren in Herning unterzeichnete er erneut einen Vertrag bei AaB. Dieses Mal blieb Nielsen drei Jahre in Aalborg und gewann in der Saison 1980/81 mit dem Club seinen dritten Titel. 1984 wechselte Nielsen ein drittes Mal nach Herning, wo er einen Vertrag als Spielertrainer unterzeichnete. Zwei Jahre später beendete er seine aktive Karriere.

### Als Trainer
Als Trainer blieb Nielsen dem HIK ab 1984 insgesamt zwölf Jahre treu. Nachdem er die ersten beiden Jahre noch als Spielertrainer selbst auf dem Eis stand, arbeitete er anschließend als Cheftrainer für seinen Heimatverein. In seine Amtszeit fallen fünf Meisterschaften und drei Vizemeisterschaften. Zudem war Nielsen 1988 verantwortlich für die Verpflichtung von Todd Bjorkstrand, den er nur aufgrund von Empfehlungen als Collegespieler aus Nordamerika holte und der dem Verein seit 1988 ununterbrochen als Spieler und Trainer angehört. 1996 trat Nielsen zurück und übergab das Amt an Seppo Repo.
Nach seinem Rücktritt vom Eishockeysport war Nielsen als Kolumnist für das Herning Folkeblad tätig und begleitet für das dänische Fernsehen die Ligaspiele und Weltmeisterschaften als Kommentator.

## Erfolge und Auszeichnungen

### Als Spieler
- 1973 Dänischer Meister mit dem Herning IK
- 1977 Dänischer Meister mit dem Herning IK
- 1977 Topscorer in der Eliteserien
- 1978 Topscorer in der Eliteserien
- 1981 Dänischer Meister mit AaB Ishockey

### Als Trainer
- 1987 Dänischer Meister mit dem Herning IK
- 1991 Dänischer Meister mit dem Herning IK
- 1992 Dänischer Meister mit dem Herning IK
- 1994 Dänischer Meister mit dem Herning IK
- 1995 Dänischer Meister mit dem Herning IK

## Familie
Die beiden Söhne von Frits Nielsen, Frans und Simon, sind ebenfalls professionelle Eishockeyspieler. Beide begannen unter ihrem Vater bei den Herning Blue Fox mit dem Eishockey und setzten ihre Karriere anschließend bei ausländischen Vereinen fort.